# Indrek Zelinski
Indrek Zelinski (født 13. november 1974) er en estisk fodboldtræner og tidligere professionel fodboldspiller. Han er manager i Meistriliiga-klubben Vaprus .
Zelinski spillede som en angriber for Sindi Kalju, Tervis Pärnu, Pärnu Kalev, Flora, Lelle, Kuressaare, Lahti, AaB, Landskrona BoIS, Frem og Levadia. Zelinski fik sin internationale debut for Estlands landshold i 1994. Han fik 103 kampe for holdet og scorede 27 mål, inden han gik på pension i 2010. Zelinski blev udnævnt til Estlands fodboldspiller i 2001 og vandt den estiske sølvboldpris tre gange i 2000, 2003 og 2007.

## Tidlige liv
Zelinski er født i Pärnu og begyndte at spille fodbold i 1985 for sin hjembyklub Pärnu Kalevs ungdomshold under træneren Märt Siigur.

## Klub karriere

### AaB
Den 17. juli 2001 sluttede Zelinski sig til den danske Superliga-klub AaB på udlån indtil 9. december 2001 mod et gebyr på EEK 1,3 mio. Skiftet blev gjort permanent den 4. august 2001 mod et gebyr på 4 mio. EEK. I AaB dannede Zelinski angriberpar med en andre estiske landsholdsspiller, Andres Oper. Zelinski scorede 13 mål i 2001-02 sæsonen og var holdets topscorer i ligaen. På trods af dette blev han droppet af den nye træner Poul Erik Andreasen, og efterfølgende lejet ud til Landskrona BoIS og Frem .